# Krebsbach (Schwarzbach)
Der Krebsbach ist ein Bach im Kraichgau im nordwestlichen Baden-Württemberg von fast 13 km Länge, der bei Waibstadt im Rhein-Neckar-Kreis von links und Südosten in den Schwarzbach mündet.

## Geographie

### Verlauf
Der Krebsbach entspringt gut zwei Kilometer östlich von Bad Rappenau-Obergimpern am Rande eines Waldgebietes Michelhardt („großer Wald“) und fließt ziemlich beständig nach Nordwesten. Dabei durchquert er Obergimpern, Untergimpern, Helmhof und Neckarbischofsheim, und mündet schließlich bei Waibstadt als dessen nach Länge größter, nach Einzugsgebiet zweitgrößter Zufluss in den Schwarzbach.
Nahe neben dem Bach laufen durchs Tal die nur noch eingeschränkt betriebene Krebsbachtalbahn und die L 549.

### Einzugsgebiet
Sein Einzugsgebiet von 34,9 km² grenzt an der langen rechten Seite im Nordosten an das des aufwärtigen Schwarzbach-Zuflusses Wollenbach, im Osten hinter der Scheide um die Quellbäche an das des Neckarmühlbacher Mühlbachs. Dieser entwässert ohne Umweg über Schwarzbach und Elsenz wie der Krebsbach direkt zum Neckar, ebenso wie der ebenfalls Krebsbach genannte kurze Quellbach des Böllinger Bachs, dessen Entwässerungsbereich nur kurz im Süden anliegt. Die konkurrierenden Bäche jenseits der wiederum langen linken Wasserscheide im Südsüdwesten führen ihr Wasser fast bis zuletzt über den Insenbach und danach kleinere Zuflüsse von ihr zur Elsenz ab. Der mit 302 m ü. NN höchste Punkt im Einzugsgebiet liegt auf diesem Abschnitt, kurz bevor zuletzt ein Kleinbach hinter ihr zum abwärtigen Schwarzbach läuft.
Um den Oberlauf gibt es mehr Flur- als Waldflächen, am Mittellauf zwischen Untergimpern und Helmhof zieht sich ein breiter Waldriegel sehr geschlossen übers Einzugsgebiet und spart nur die schmalen Talbereiche aus. Beidseits des Unterlaufs gibt es fast keinen Wald mehr.

### Zuflüsse

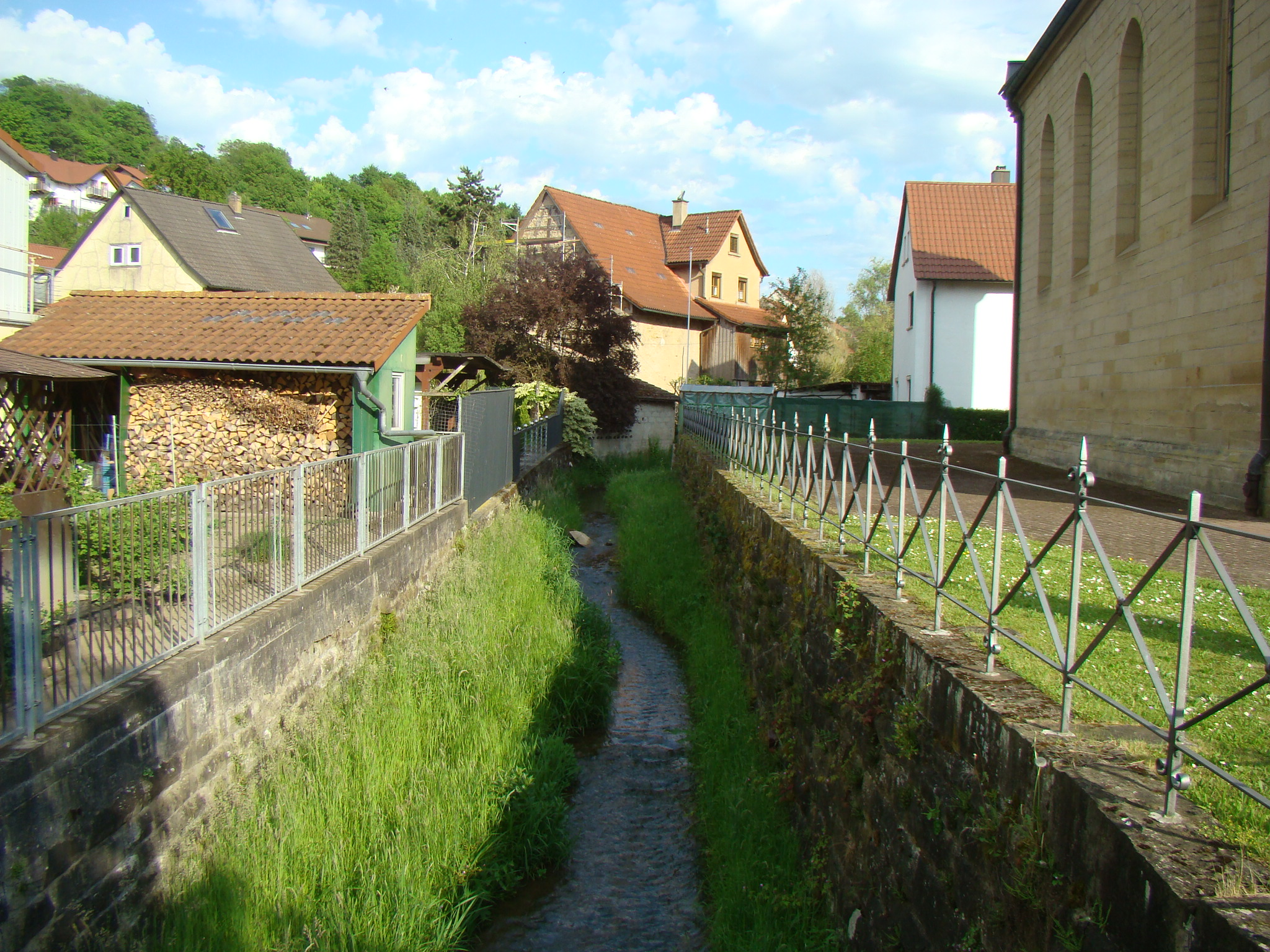
Krebsbach in Untergimpern

Zuflüsse von der Quelle zur Mündung. Gewässerlängen nach den Datensätze der LUBW-FG10, entsprechend Seeflächen nach LUBW-SG10 und Einzugsgebiete nach LUBW-GEZG. Höhen nach dem Höhenlinienbild des Geodatenviewers. Andere Quellen von Daten werden im Einzelfall vermerkt.
Quelle des Krebsbach etwa 2,3 km ostnordöstlich der Ortsmitte von Bad Rappenau-Obergimpern nahe dem nordwestlichen Waldzipfels des Winterlochs auf etwa 278 m ü. NN.
- (Zufluss vom Rand des Wasenwalds), von rechts, 0,785 km.
- (Zufluss vom Rand des Waldgewanns Heidenschlags), von links am Westknick des Bachs vor Obergimpern, 1,234 km.
- Durchfließt das Regenwasserrückhaltebecken vor Obergimpern ⊙
- Schlosswiesenbach, von links in Obergimpern an der Schlossstraße, 1,469 km. Im Dorf verdolt.
- Eselsbach, von rechts kurz danach an der Kirche, 1,163 km. Im Dorf verdolt.
- (Bach durch die Vorklinge), von links zwischen der Talmühle und dem Zementwerk, 1,454 km und 0,773 km².
- Hasenhäldebach, von rechts am Zementwerk, 1,071 km.
- (Zufluss aus einer Klinge im Hilschart), von links nach dem Zementwerk, 0,874 km.
- Durchfließt das Regenwasserrückhaltebecken vor der Stadtgebietsgrenze Bad Rappenau/Neckarbischofsheim ⊙
- (Zufluss aus einer Klinge im Gewann Klingenbrunnen), von links am Ortsanfang von Neckarbischofsheim-Untergimpern, 0,586 km.
- Grundbach, von links etwas vor dem Krixenberghof am linken Hang, 4,876 km und 5,714 km².
- Brunnengraben, von rechts kurz vor dem talwärtigen Ortsende von Neckarbischofsheim-Helmhof, 0,433 km.
- (Auengraben), von rechts nach der Deponie in der Aue, 0,339 km.
- Sternetgraben, von rechts kurz danach, 1,019 km.
- Klingengraben, von rechts vor dem Bad in der Mitte von Neckarbischofsheim, 1,261 km.
- Gründleingraben, von rechts nach dem Bad, 1,175 km.
- Rosenbach, von links am Schlosspark in Neckarbischofsheim, 3,721 km und 6,895 km².
- Höllentalgraben, von links an der Neckarbischofsheimer Pulvermühle, 1,334 km.
Der Michelbach, ein Nebengraben, entsteht rechts des Baches in der breiten Aue, läuft beständig parallel und mündet nach 1,217 km etwas vor dem Krebsbach in dessen weiter Mündungsebene in den Schwarzbach
- → (Abgang des Alten Krebsbachs), nach links an der Kläranlage von Waibstadt, 1,76 km. Mündet nach Lauf in der linken Schwarzbach-Aue in der Ortsmitte von Waibstadt.

Mündung des Krebsbachs nach 12,705 km Lauf östlich etwas unterhalb von Neckarbischofsheim-Bernau schon auf der Waibstadter Gemarkung von links und Südosten in den Schwarzbach.

## Geschichte
Das Krebsbachtal war schon zur Zeit der Römer besiedelt. Die heutige Besiedlung entstand zur Zeit der Franken um das Jahr 500 in Neckarbischofsheim. Ober- und Untergimpern wurden vermutlich zwischen dem 8. und 11. Jahrhundert besiedelt. Helmhof wurde um 1712 von Neckarbischofsheim als Rodungssiedlung am Krebsbach gegründet. Der Lauf des Baches wurde mehrfach verändert, so wurde er im 14. Jahrhundert zum Stadtgraben von Neckarbischofsheim ausgebaut. Er wurde vielfach zum Antrieb von Mühlen (drei Mühlen und ein Sägewerk in Neckarbischofsheim, zwei Mühlen bei Helmhof, eine Mühle in Untergimpern (Mühlstraße), Talmühle bei Obergimpern) und als Pferdeschwemme genutzt.
Der Bach trug verschiedene Namen. Er wurde 1561 als Bischofsheimer Bach erwähnt, 1752 als Gimperner Bach, in Neckarbischofsheim wurde der Bach Stadtbach genannt. In jüngerer Zeit wurde er Biegelbach, Wettbach und eben Krebsbach genannt.

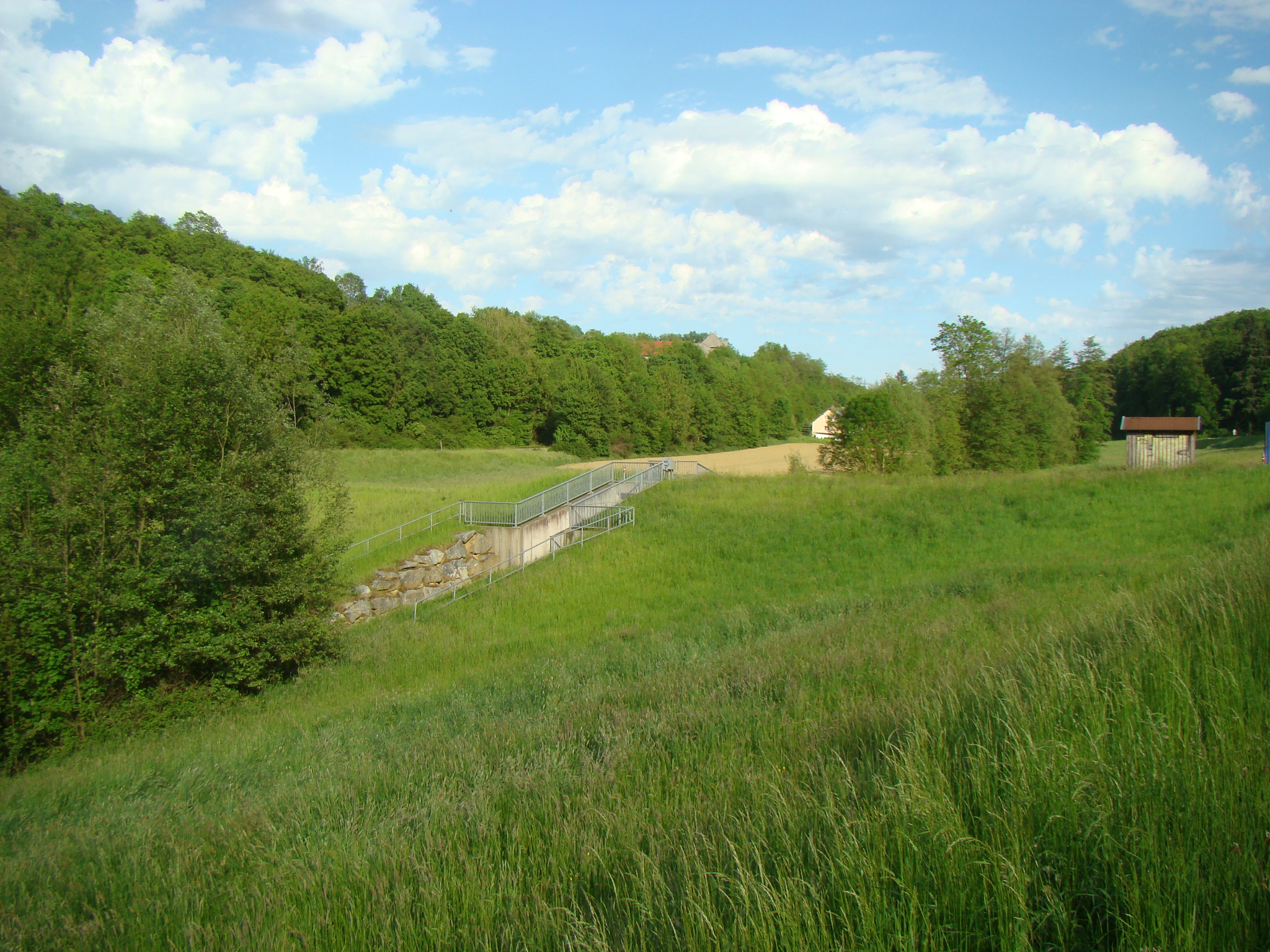
Krebsbachtal bei Obergimpern, Damm des Rückhaltebeckens W 30

Da es nach schweren Regenfällen immer wieder zu Überflutungen in Untergimpern und Neckarbischofsheim kam, wurden vor Obergimpern sowie nach dem Betonwerk zwischen Ober- und Untergimpern ein Regenwasserrückhaltebecken errichtet, um die vom Oberlauf zuströmenden Wassermengen zu begrenzen. Auch kurz vor der Mündung am Grundbach sowie am mittleren Rosenbach gibt es an zwei großen linken Zuflüssen solche Einrichtungen.
Das Rückhaltebecken W 30 zwischen Ober- und Untergimpern wurde im Mai 2003 fertiggestellt. Es hat ein Rückhaltevolumen von 26.200 Kubikmetern, seine maximale Einstaufläche beträgt ca. 2 Hektar. Der im Mittelmaß etwa 3,30 Meter hohe Damm ist 43 Meter breit und 88 Meter lang. Die Baukosten betrugen 640.000 Euro, von denen 70 Prozent durch das Land Baden-Württemberg gefördert wurden.

## Verkehr
Seit 1902 ist das Krebsbachtal über die Krebsbachtalbahn an das Schienennetz angeschlossen. Der reguläre Personenverkehr wurde 2009 eingestellt. Es wird aber an Sonn- und Feiertagen von Juni bis Oktober ein Ausflugsverkehr mit Uerdinger Schienenbussen angeboten.